# Herculaneum
Herculaneum – miasto w Stanach Zjednoczonych, w stanie Missouri, w hrabstwie Jefferson.